# 芬宁根 (南魏恩施特拉瑟县)
芬宁根是德国莱茵兰-普法尔茨州南魏恩施特拉瑟县的一个市镇。总面积9.87平方公里，总人口935人，其中男性477人，女性458人（2011年12月31日），人口密度95人/平方公里。